# Чжан Чжисинь
Чжан Чжисинь (кит. 张志新; 5 декабря 1930, Тяньцзинь — 4 апреля 1975, Хуньнань) — китайская коммунистка, функционер пропагандистского аппарата КПК. В период Культурной революции выступала с открытой критикой Мао Цзэдуна, Линь Бяо и Цзян Цин. В 1969 арестована и приговорена к пожизненному заключению. В 1975 казнена по указанию племянника Мао Цзэдуна Мао Юаньсиня. При начале китайских реформ реабилитирована. В современном Китае символизирует сопротивление режиму «Банды четырёх».

## Юность коммунистки
Родилась в семье музыканта — преподавателя Тяньцзиньского университета. С детства овладела игрой на струнных инструментах (её сестра профессионально занималась фортепиано). Училась в Тяньцзине, затем в Китайском народном университете. Получила специальность переводчика с русского языка.
Под влиянием отца Чжан Чжисинь воспитывалась в фанатичной приверженности коммунистической идеологии. В 1950—1953 участвовала в агитации китайских добровольцев Корейской войны. В качестве переводчика привлекалась для нужд НОАК. Выступала коммунистическим агитатором в студенческой среде. С 1955 состояла в КПК.

## Сторонница Пэн Дэхуая
В 1957 Чжан Чжисинь с мужем была зачислена в партийный аппарат и направлена в отдел пропаганды Шэньянского горкома КПК. С 1962 возглавляла отдел пропаганды Ляонинского провинциального комитета КПК.
При этом в руководстве КПК Чжан Чжисинь ориентировалась на маршала Пэн Дэхуая, симпатией к которому прониклась со времён Корейской войны. Пэн Дэхуай был противником культа Мао Цзэдуна и разоряющего крестьянство «Большого скачка» — это усиливало в мировоззрении Чжан Чжисинь критические фрондирующие черты. Отстранение Пэна с поста министра обороны в 1959 стало для Чжан сильным моральным ударом. После этого она прониклась неприязнью к Мао Цзэдуну и особенно к Линь Бяо, поставленному на пост Пэн Дэхуая.

## Арест и тюрьма
В 1966 в КНР началась Культурная революция. В начале 1967 хунвэйбины расправились с Пэн Дэхуаем — после унижений и избиений маршал был заключён в тюрьму, где умер в 1974. Возмущённая Чжан Чжисинь стала выступать с открытой критикой Мао Цзэдуна, Линь Бяо и Цзян Цин.

У меня большие сомнения по поводу Председателя Мао. Я не доверяю [ему]. Сейчас все дела решаются по одному его слову. Не слишком ли много веса придаётся его словам? Что касается Пэн Дэхуая и его книги, то устав партии провозглашает право каждого члена на выражение своего мнения.
У меня большие сомнения по поводу безоговорочного следования новым указаниям Председателя Мао. Я полагаю, что ставить их под сомнение вполне допустимо. Линь [Бяо] говорит, что каждое слово Председателя Мао — это истина в последней инстанции. Я думаю, что и это утверждение можно поставить под сомнение, не обязательно, что каждое его изречение верно, всегда ведь можно задать вопрос «а почему?» <…>
Я считаю, что никто не может служить исключением. Нельзя одного человека ставить выше партии.<…>
Оригинальный текст (кит.)对毛主席的怀疑，不信任，归根到底我有那个想法：“现在什么问题，都得毛主席说了才好办。
毛主席是不是个人说了算太重了。联系到彭德怀的上书，就想党章规定每个党员都可以提意见嘛。
对毛主席的最新指示无条件执行，也有怀疑，认为也不是不可以怀疑的。林×××讲：主席的话句句是真理。我认为也不是不可以怀疑，不一定都对，也可以问一个为什么。
我认为，无论谁都不能例外，不能把个人凌驾于党之上。
— Выступление 1 октября 1969 года
В сентябре 1969 Чжан Чжисинь была арестована и приговорена к пожизненному заключению. В тюрьме содержалась в кандалах, подвергалась пыткам и издевательствам со стороны охраны и заключённых-уголовников. Со своей стороны, она держалась твёрдо, подчёркивала свою враждебность к Мао Цзэдуну, которого называла «главарём ультраправых сил», высказывала симпатии к Лю Шаоци. Пыталась писать агитационные материалы в духе коммунистического фрондирования.
В 1971 был разоблачён заговор Линь Бяо. Министр обороны пытался бежать в СССР, погиб в авиакатастрофе и объявлен предателем-контрреволюционером. Чжан Чжисинь акцентировала этот факт, демонстрировавший правоту её оценок. Однако на условиях её содержания это не отразилось.

## Казнь
26 февраля 1975 состоялось заседание Ляонинского комитета КПК с участием Мао Юаньсиня — племянника Мао Цзэдуна, политкомиссара Шэньянского военного округа, видного руководителя провинциальной парторганизации. Мао Юаньсинь был активным деятелем «Культурной революции», организовывал хунвэйбинские отряды. В середине 1970-х он являлся доверенным лицом Мао Цзэдуна, проводником политики Цзян Цин и «Банды четырёх».
На заседании партийного комитета Мао Юаньсинь потребовал казни Чжан Чжисинь: «Сохранить её жизнь ещё на день — преступление перед партией и Председателем». Это решение было немедленно утверждено и проведено через суд, задним числом изменивший приговор в сторону ужесточения.
На предсмертном собеседовании с администрацией Чжан Чжисинь подтвердила неизменность своих взглядов: «Я сказала то, что думают очень многие. Но боятся в этом признаваться. Я произнесла открыто, вот и вся разница». 4 апреля 1975 она была казнена в шэньянском районе Хуньнань. Перед расстрелом ей перерезали голосовые связки, для того, чтобы в последние минуты она не могла обратиться с речью к солдатам.

## Реабилитация и память
9 сентября 1976 скончался Мао Цзэдун. 6 октября 1976 были арестованы Цзян Цин и её ближайшие сподвижники, в том числе Мао Юаньсинь. Власть перешла к Хуа Гофэну и группе его ближайших сторонников. К середине 1977 решающее влияние в руководстве КПК и КНР приобрёл Дэн Сяопин. На следующий год в Китае начались крупномасштабные реформы.
Смена правящей группы сопровождалось самой жёсткой критикой «Банды четырёх» и её режима как «феодально-фашистской диктатуры». Важной составной частью этой критики являлось разоблачение маоистского террора, показательные процессы над проводниками репрессий и реабилитация жертв «Культурной революции». 1 марта 1979 суд провинции Ляонин полностью реабилитировал Чжан Чжисинь. (Мао Юаньсинь отбыл 17 лет заключения.) Руководитель отдела пропаганды ЦК КПК, будущий генеральный секретарь ЦК КПК Ху Яобан инициировал детальное расследование дела об аресте и казни Чжан Чжисинь. Однако оно было быстро свёрнуто, поскольку демонстрировало режим 1960—1970-х в крайне неприглядном свете.
В современном Китае Чжан Чжисинь пользуется уважением как «борец против „Банды четырёх“». В Народном парке Гуанчжоу установлена конная скульптура обнажённой лучницы с её узнаваемыми чертами и надписью «Боровшимся за правду».

## Семья
Чжан Чжисинь была замужем за функционером КПК, имела сына и дочь. В период её заключения мужа заставили отречься от жены. Незадолго до казни она написала ему письмо, в котором призывала «быть сильным».
Дочь по образованию философ, сын — химик, проживает с семьёй в США.

## Интересные факты
Еженедельник Наньфан жэньу чжоукань причислил Чжан Чжисинь к двенадцати самым красивым женщинам в истории Китая.